# Trokut Sarra
Trokut Sarra je pojas zemlje koji se danas nalazi u okrugu Kufra u libijskoj Cirenaiki. Pojas zemlje izvorno je kolonizirala Britanija i dodana anglo-egipatskom Sudanu. Godine 1934. postignut je sporazum između Ujedinjenog Kraljevstva i Kraljevine Italije, kojim je teritorij ustupljen talijanskoj koloniji u Libiji. U ovom se trokutu nalazi mala oaza Ma'tan as-Sarra.

## Vanjske poveznice
|  | Zajednički poslužitelj ima još gradiva o temi Trokut Sarra |